# Om hösten
Om hösten är en diktsamling av Gunnar Ekelöf, utgiven 1951. 
Samlingen innehåller de långa dikterna En verklighet (drömd), En ros från Allmag, Röster under jorden och En dröm (verklig) och däremellan en avdelning Dikter vid skilda tillfällen, med 37 dikter skrivna under en längre period.

## Mottagande
Om hösten utkom i slutet av november 1951 och mottogs med beundran och respekt av de flesta kritiker. Sten Selander, som tidigare varit kritisk till Ekelöfs diktning, ansåg nu i sin recension i Svenska Dagbladet att Om hösten befäste Ekelöfs ställning som "en av vår litteraturs största lyriker". Berömmande recensioner kom även från Bengt Holmqvist i Stockholms-Tidningen, Johannes Edfelt i Dagens Nyheter och Carl Fehrman i Sydsvenska Dagbladet som alla framhöll spännvidden mellan den ljusa tillförsikten i En verklighet (drömd) och den diaboliska stämningen i Röster under jorden. Axel Liffner i Aftonbladet utnämnde Ekelöf till "paradoxens friborne, geniale dramatiker" och såg diktsamlingen som "ett av anarkism och mystik präglat utkast till en ny grundlag, om människans oavhängighet gentemot de stridande krafterna gott och ont, och en insikt om att ingen i världen kan välja sin färd."